# Yahoo! Korea
Yahoo! Korea LLC foi a filial sul-coreana da Yahoo!, e estava localizada em Teheranno, no distrito de Gangnam-gu, Seul, fundada em 6 de outubro de 1997. 